# Blagaj (Kupres)
Pour les articles homonymes, voir Blagaj.
Blagaj (en serbe cyrillique : Благај) est un village de Bosnie-Herzégovine. Il est situé dans la municipalité de Kupres, dans le canton 10 et dans la fédération de Bosnie-et-Herzégovine. Selon les premiers résultats du recensement bosnien de 2013, il compte 49 habitants.

## Démographie

### Évolution historique de la population
| 1948 | 1953 | 1961 | 1971 | 1981 | 1991 | 2013 |
| ---- | ---- | ---- | ---- | ---- | ---- | ---- |
| -    | -    | 347  | 302  | 282  | 209  | 49   |

|  |

### Communauté locale
En 1991, la communauté locale de Blagaj comptait 1 663 habitants, répartis de la manière suivante :